# 索貝克
索貝克（希臘文：Σοῦχος，拉丁文：[Suchus] 错误：{{Lang}}：文本有斜体标记（帮助）），亦稱蘇貝克，為帶有不可捉摸的性情的古埃及神祇，是當地尼羅鱷與西非鱷的象徵，常以鱷魚或鱷頭人身的形式現身。同時也象徵法老的王權、豐饒、生育與戰爭實力，此外也作為辟邪魔法的守護神，守護人民遠離來自尼羅河的災害。

## 信仰情形
公元前五世紀之時，希臘歷史學家希羅多德曾描述索貝克受崇拜的情形：「在埃及某些地方，鱷魚是一種神獸。鱷魚崇拜的中心是法尤姆。在這些地方，他們在池塘中養一隻鱷魚，養到馴服。然後為牠穿戴首飾。神鱷吃的當然特別好，而且按照神律照顧。神鱷死後，製成木乃伊，並且葬在神棺中。」

## 歷史
索貝克長期以來一直受到景仰，包括從埃及古王國時期（約西元前 2686–2181 年）至羅馬時期（約西元前 30 年至西元 350 年）。最早發現於古王國時期的部分金字塔文上，尤其是在咒語 PT 317 中，這個咒語將法老描述為鱷魚神祇的活化身。
索貝克的埃及語名稱 Sbk 來源仍然存有爭議，但多半認為是來自於使役動詞「使...懷孕」。

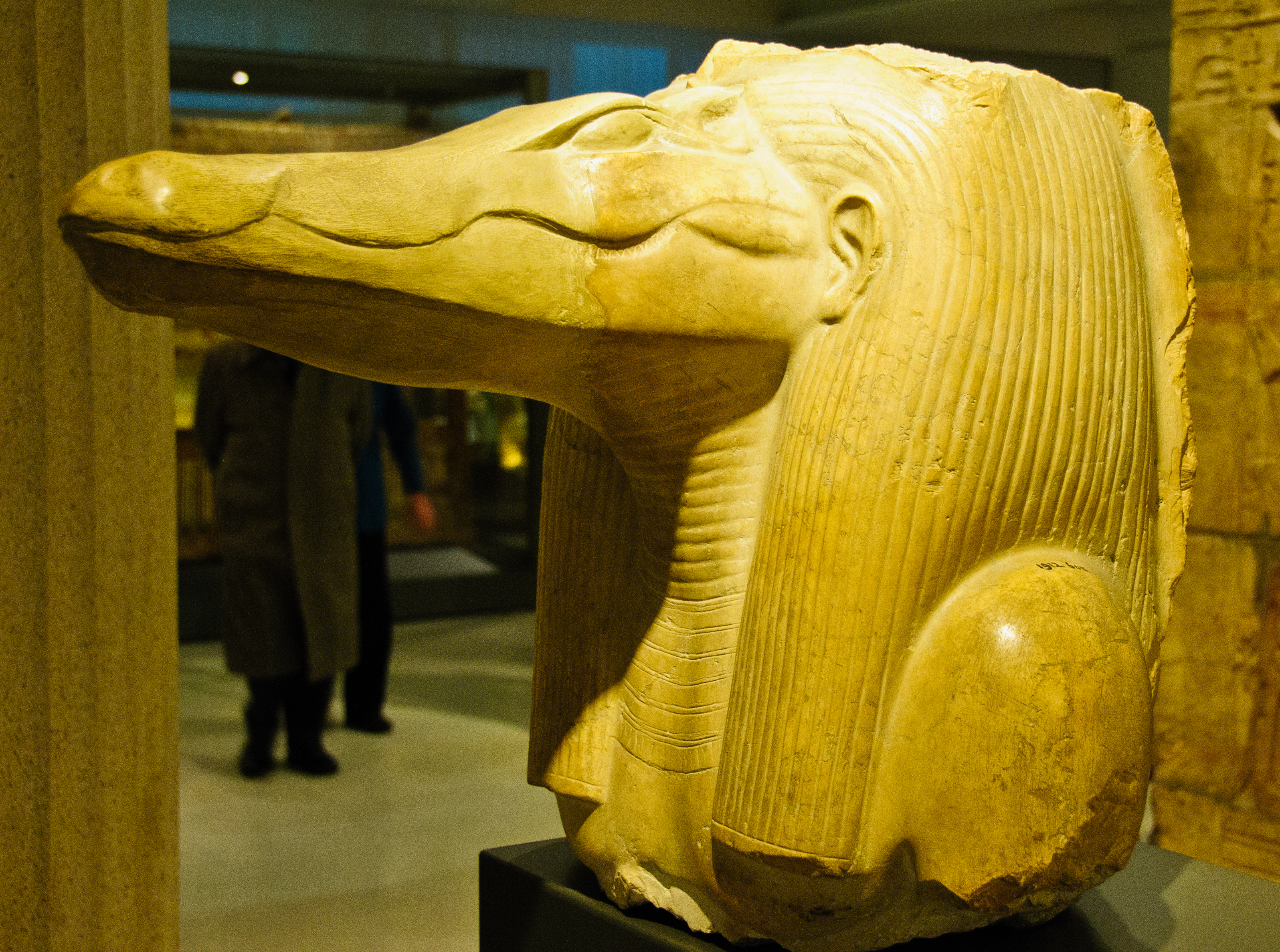
在阿蒙涅姆赫特三世祭祀神殿（與他位於法尤姆哈瓦拉的金字塔相連）中發現的索貝克雕像，展於英國牛津阿什莫林博物館

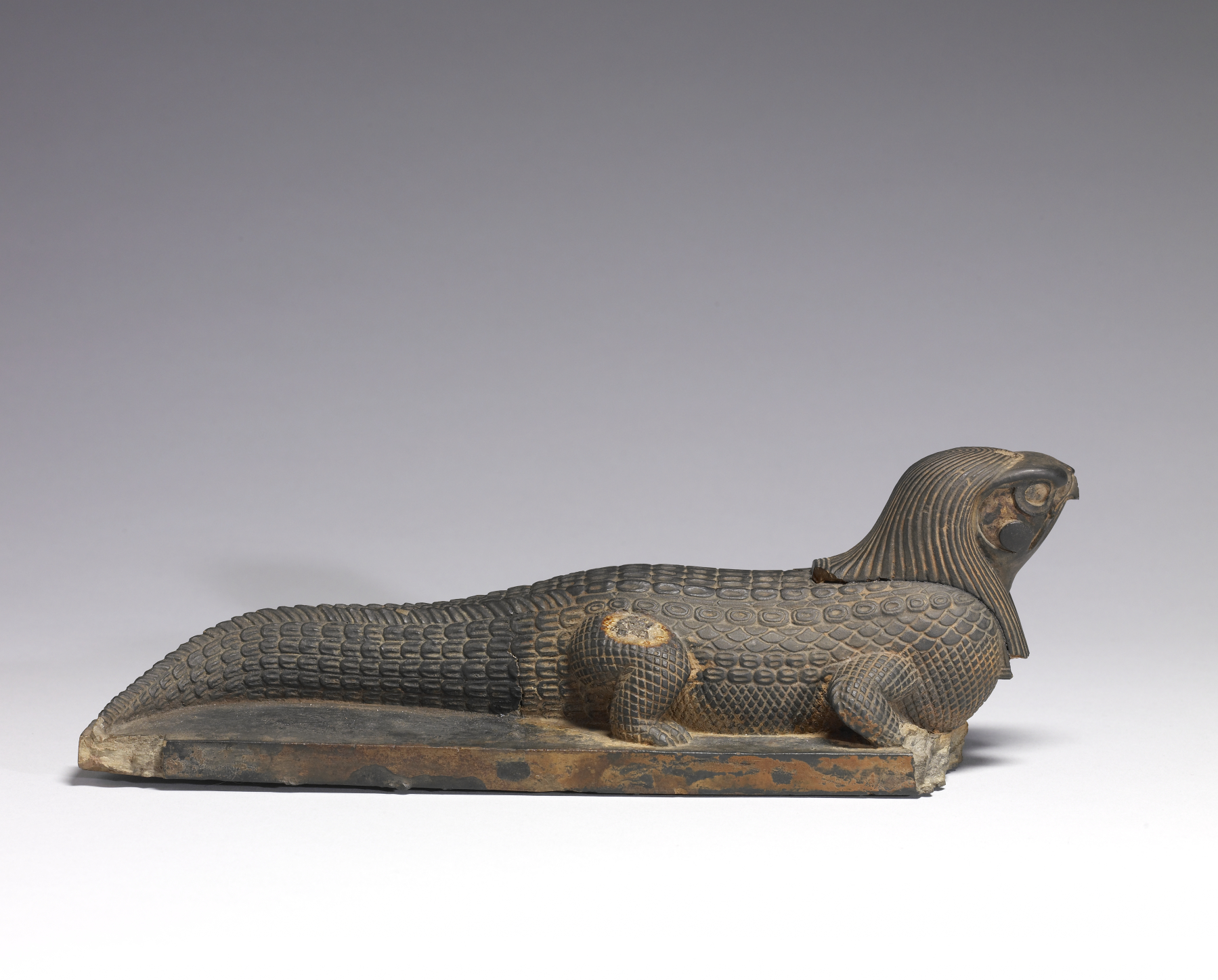
於古埃及晚期（西元前約 400-250 年）所發現的索貝克雕像，該雕像刻有代表拉-赫拉加提的隼頭，代表索貝克與拉的結合，展於巴爾的摩華特斯藝術博物館

縱使索貝克於古王國時期就已有人信仰，但祂在一直到了中王國時期（西元前約 2055-1650 年）才得到顯著的關注，主要是受到埃及第十二王朝法老阿蒙涅姆赫特三世的影響。阿蒙涅姆赫特三世對埃及的法尤姆地區呈現高度的興趣，而該地區的人民主要信仰即為索貝克。阿蒙涅姆赫特與許多同時代王朝的人在法尤姆構築了許多建築計畫以宣揚索貝克。在這個時期，索貝克也經歷了一項重要的變動：此時的祂形象多半會與象徵王權的隼頭荷魯斯融合為一體，這讓索貝克與王權的關聯性又變得更為緊密，這也讓祂在埃及萬神殿中得以占有一席之地。這項融合使得埃及神祇之間的關係變得更加複雜，也讓索貝克成為了埃及神聖三元組合的一部分，原本的三元組合包括了荷魯斯與祂的雙親：歐西里斯與伊西斯。
索貝克透過與荷魯斯的連結得到了太陽神的地位，甚至到之後出行了融合了索貝克與古埃及太陽神拉形象的索貝克-拉。索貝克-拉最早出現於新王國時期（西元前 1500-1069 年），但是一直到埃及的最後王朝才變得較為顯赫。一直到托勒密王國及埃及 (羅馬行省)時期（西元前 332 年 - 西元 390 年）仍然有人信仰索貝克及索貝克-拉甚至更甚從前，透過擴展發展祂們的信仰中心地區以及在學術上將祂們大量寫入宗教教義之中。

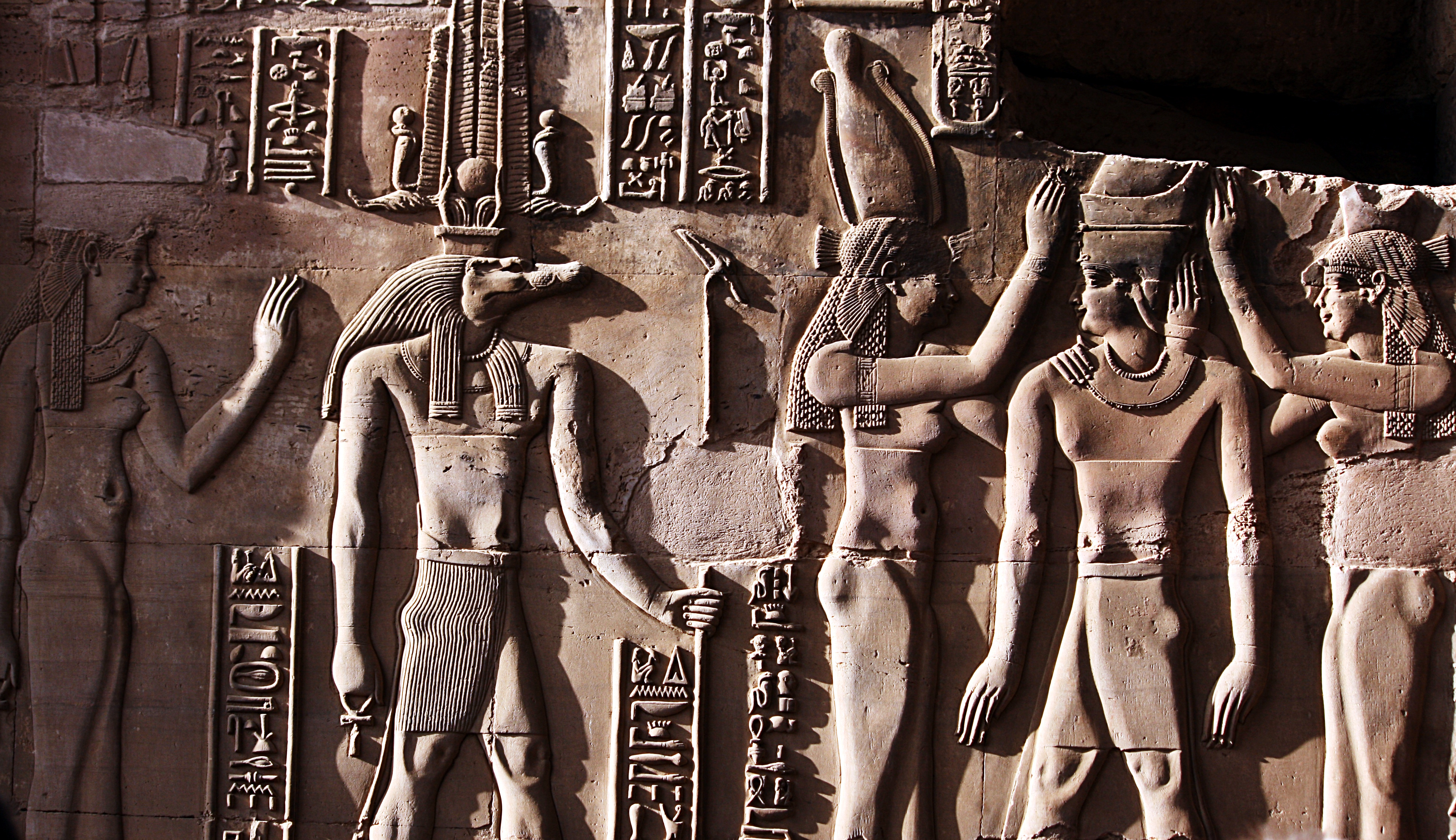
考姆翁布神殿的浮雕上雕刻著帶有王權象徵的索貝克，包括是權杖及皇家褶裙。手持的生命之符則代表了祂歐西里斯治癒者的身分、頭上的王冠則是代表太陽神拉的日盤王冠

## 信仰中心
整個法尤姆地區，又稱為埃及的「湖沼之地」（尤其特指當地的摩里斯湖，舊稱加龍湖），為索貝克的信仰中心。大多數位於法尤姆的城鎮都發展出了他們當地版本的索貝克，包括泰卜圖尼斯的 Soknebtunis、巴克齊亞斯的 Sokonnokonni及 Souxei（地區不明）。兩種形式的索貝克在卡拉尼斯被崇拜著：Pnepheros 及 Petsuchos，被製作成木乃伊的鱷魚成為了 Petsuchos 的偶像代表。
法尤姆地區的鱷魚之城（埃及人稱為 "Shedet"）為索貝克信仰的最核心地帶，當地有許多建築被建造來榮耀索貝克；而同時它也是阿西諾特諾姆的首都且是當時該地區最重要的城市。一般認為最早是由托勒密二世負責推動索貝克主神殿的擴張。在索貝克的主神殿中有許多祭司僅祀奉索貝克，他們又被稱為「鱷魚神的預言者（"prophet of the crocodile-gods"）」或是「埋葬湖沼之地鱷魚神屍首之人（"one who buries of the bodies of the crocodile-gods of the Land of the Lake"）」。

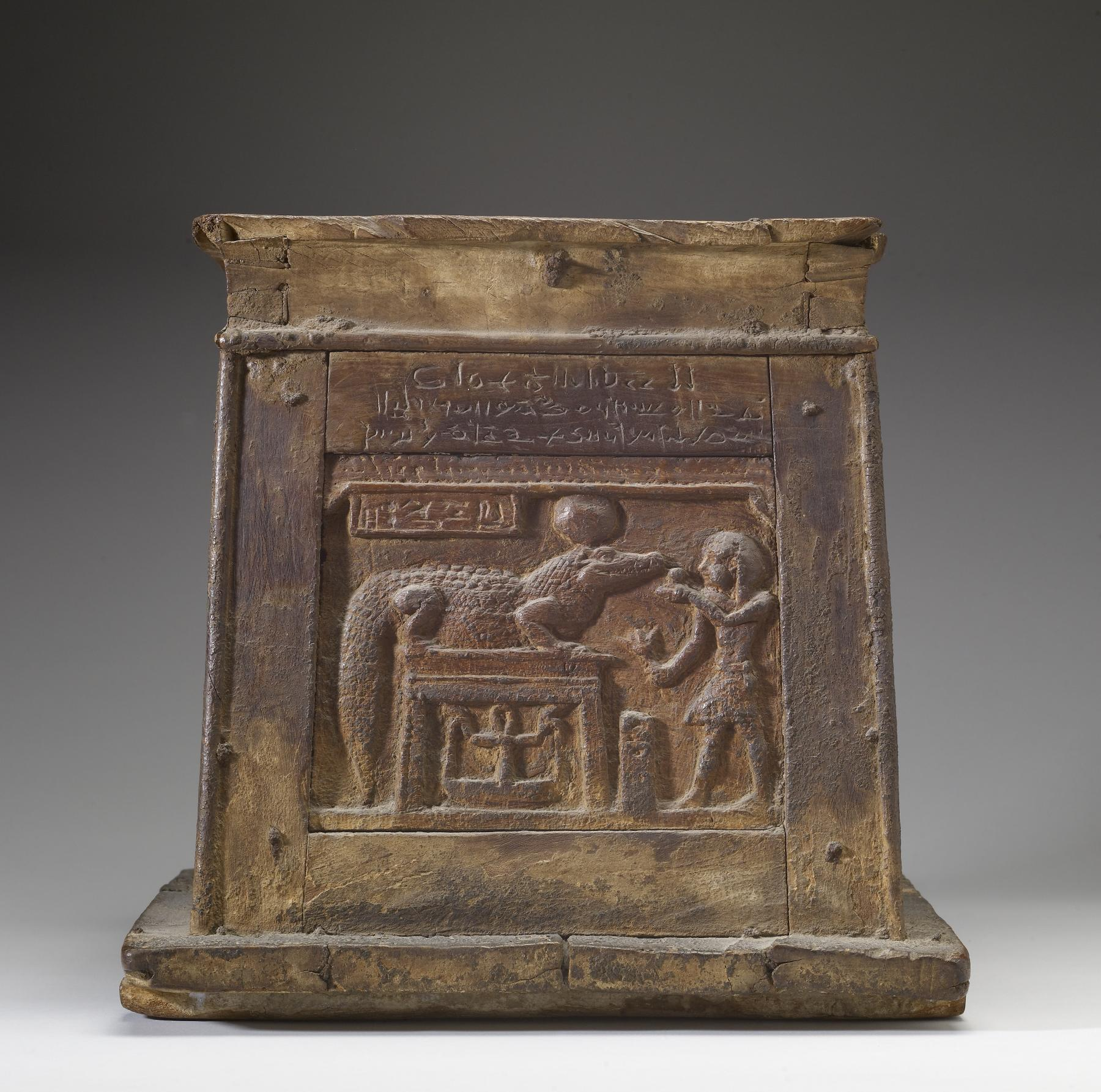
這個羅馬時期出土的盒子上面雕有法老供奉祭品給予太陽神形式的索貝克的圖樣，一般認為這個盒子的用途就是使用在這樣的儀式當中，展於巴爾的摩華特斯藝術博物館

除卻法尤姆之外，南埃及的考姆翁布為最大的索貝克信仰中心，尤其是在托勒密王國及羅馬時期。考姆翁布位於亞斯文北方 48 公里（30 英里）處，於希臘-羅馬時期建立（西元前 332 年至西元 395 年），當地的神殿被稱為 "Per-Sobek"，「索貝克的住處」。

## 特質與神話

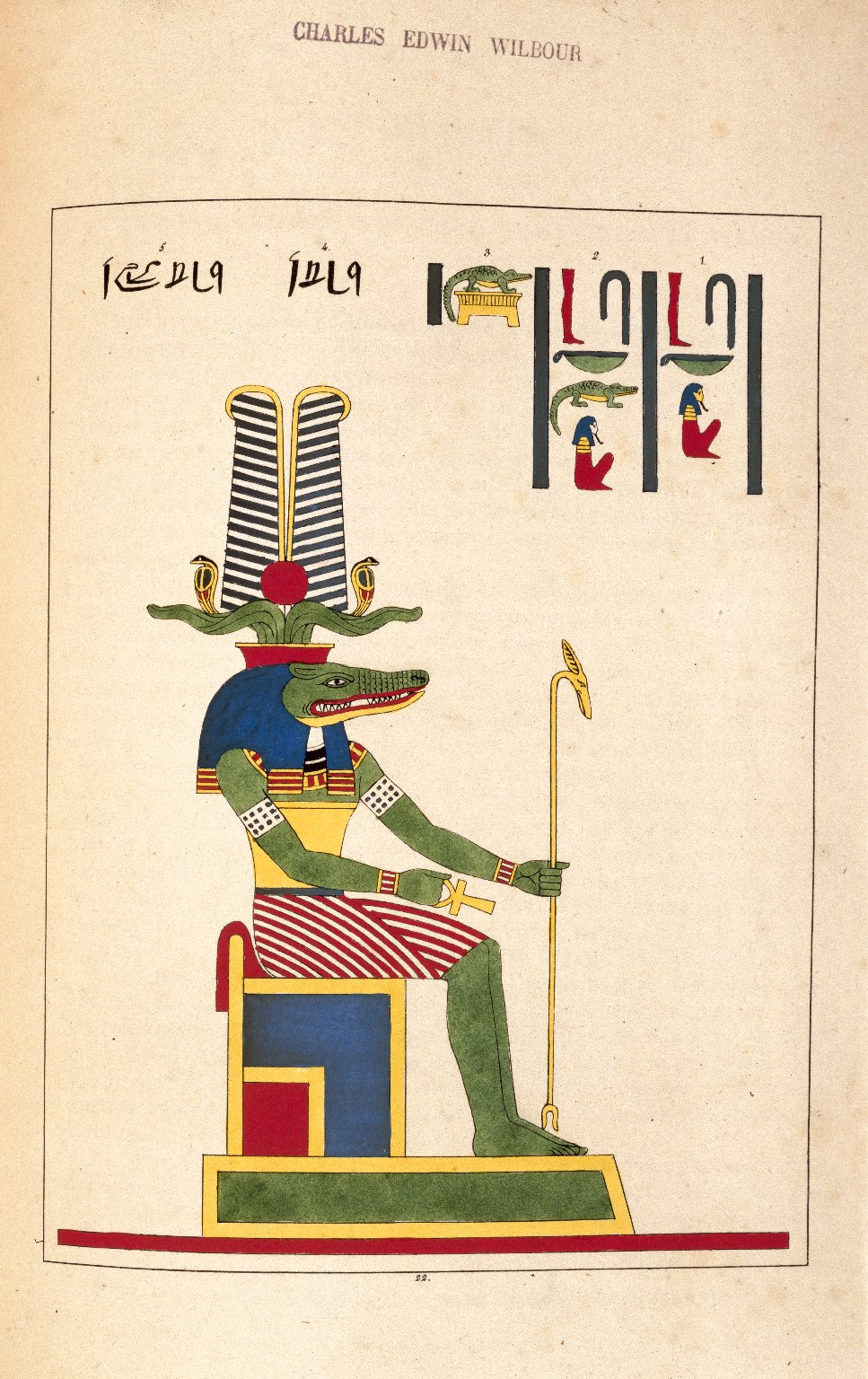
Sovk（Suchus, Cronos, Satrune），N372.2，布魯克林博物館

索貝克為負有攻擊性與動物本能的神祇，與其象徵動物尼羅鱷與西非鱷的習性近似。有許多稱號更是簡潔地表達了祂的天性：「喜好掠奪者（"he who loves robbery"）」、「進食與交配者（"he who eats while he also mates"）」、「尖銳之牙（"pointed of teeth"）」。然而，索貝克同時也在多個著名的神話中展現了祂的仁慈。在中王國時期和荷魯斯相結合並與歐西里斯與伊西斯一同成為三元組合之後，索貝克成為了已死的歐西里斯（在歐西里斯神話之中歐西里斯被賽特慘忍地殺害）身旁的治療者。實際上，許多學者認為索貝克的名稱「Sbk」源自於使役動詞「s-bAk（使...懷孕）」，但也有另一派學者認為是源自於動詞「sbq」，也就是「sAq（使...結合）」的另一個寫法，這代表「Sbk」的意思可以翻譯作「（歐西里斯被肢解手臂的）結合者」。
在被視為是治療者之後，索貝克也被視為是守護神的代表。祂兇悍的天性可以用來驅走邪惡同時保護無辜。因此在較晚期的埃及歷史中，索貝克成為了許多人勤誠信仰的對象以及還願奉獻物的接受者。在托勒密及羅馬埃及時期，更有許多鱷魚被製作成動物木乃伊以供奉在索貝克的信仰中心。鱷魚蛋的木乃伊有時候也會用以供奉，象徵著其與太陽神融合而成的索貝克-拉的循環特質。同樣地，在宗教聖地所飼養的鱷魚被視為是索貝克的活化身，在其死亡後會在盛大的儀式中被製作成木乃伊，作為神聖的索貝克在這塵世的代表，這項儀式會在鱷魚之城的主神殿中進行；此外，這些鱷魚木乃伊的口中以及背上還會放有鱷魚幼生的木乃伊。鱷魚為少數現存已知會照顧後代的爬蟲類物種，會透過將幼生銜在口中或背在背上的形式將牠們帶到池中，而木乃伊的製作則完全參考這項行為，可能是為了強調索貝克保護與養育的特質，祂會如此照護埃及的子民就如同鱷魚照護牠們的後代。
在托勒密及羅馬埃及時期，有份被稱為《法尤姆之書》的專論，主要在探討索貝克-拉每天隨同天空中太陽的旅程紀錄。並且將索貝克形容為拉的表現形式，作為創造世界的中心主角。專論中也寫到索貝克來自遠古摩里斯湖的湖水之中，這點與赫爾莫波斯城傳統創世神話中的八元神有所差異。
這份專論有許多版本在民間流傳，學者認為在當時這份專論可能被刻意大量印製以宣揚索貝克。專論中十分強調法尤姆與索貝克之間的關係，以及祂對法尤姆區域內及區域外的影響力。一部分的專論內容可以在上埃及（即埃及南方）的考姆翁布神殿。

## 大眾文化
- 游戏王的速攻魔法卡“鳄鱼神的祝福”参考索貝克。

## 圖庫

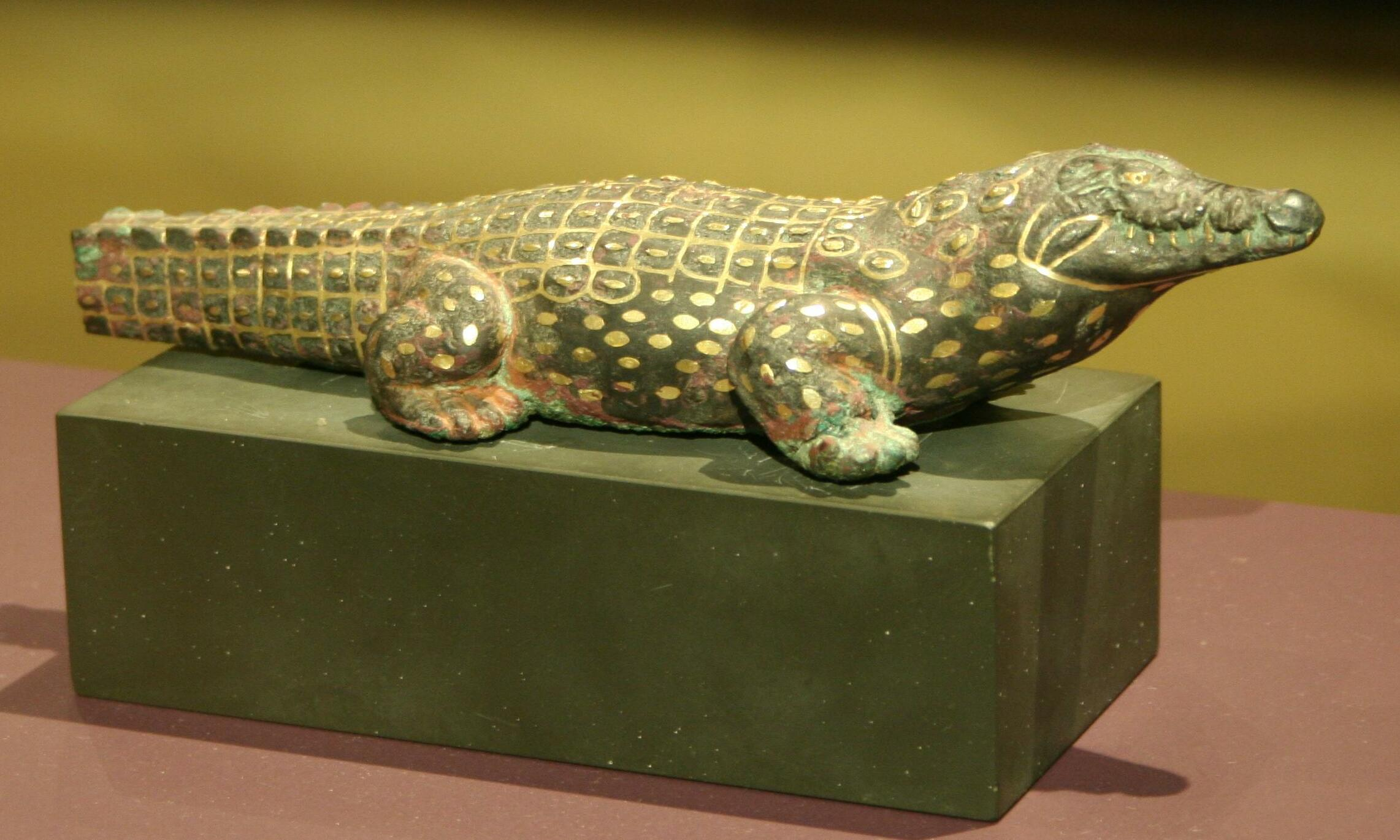
鱷魚型態的索貝克文物，埃及第十二王朝，展於慕尼黑州立埃及藝術博物館。
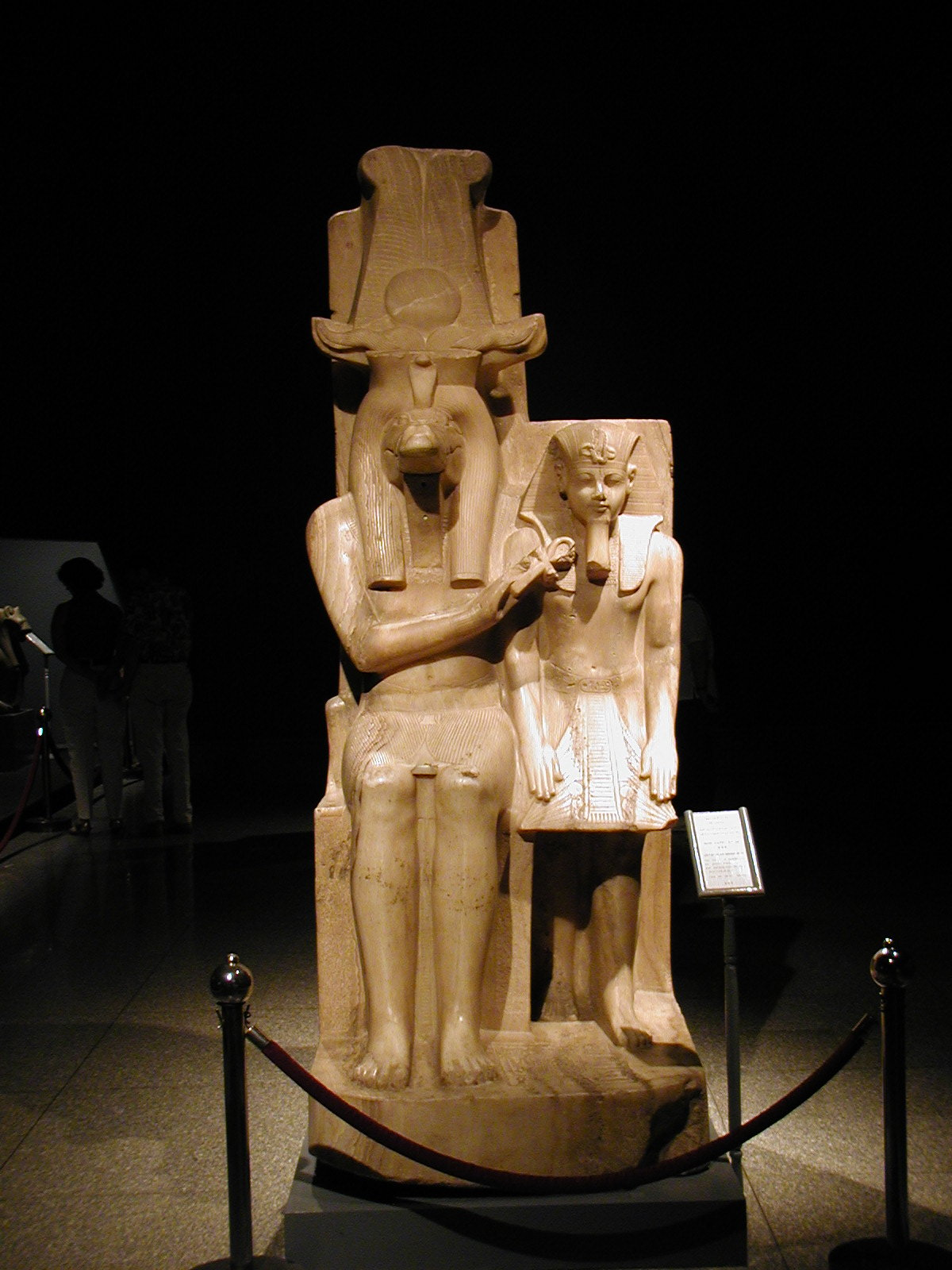
法老阿蒙霍特普三世與太陽神型態索貝克（索貝克-荷魯斯）的雕像，新王國時期，展於盧克索盧克索博物館。
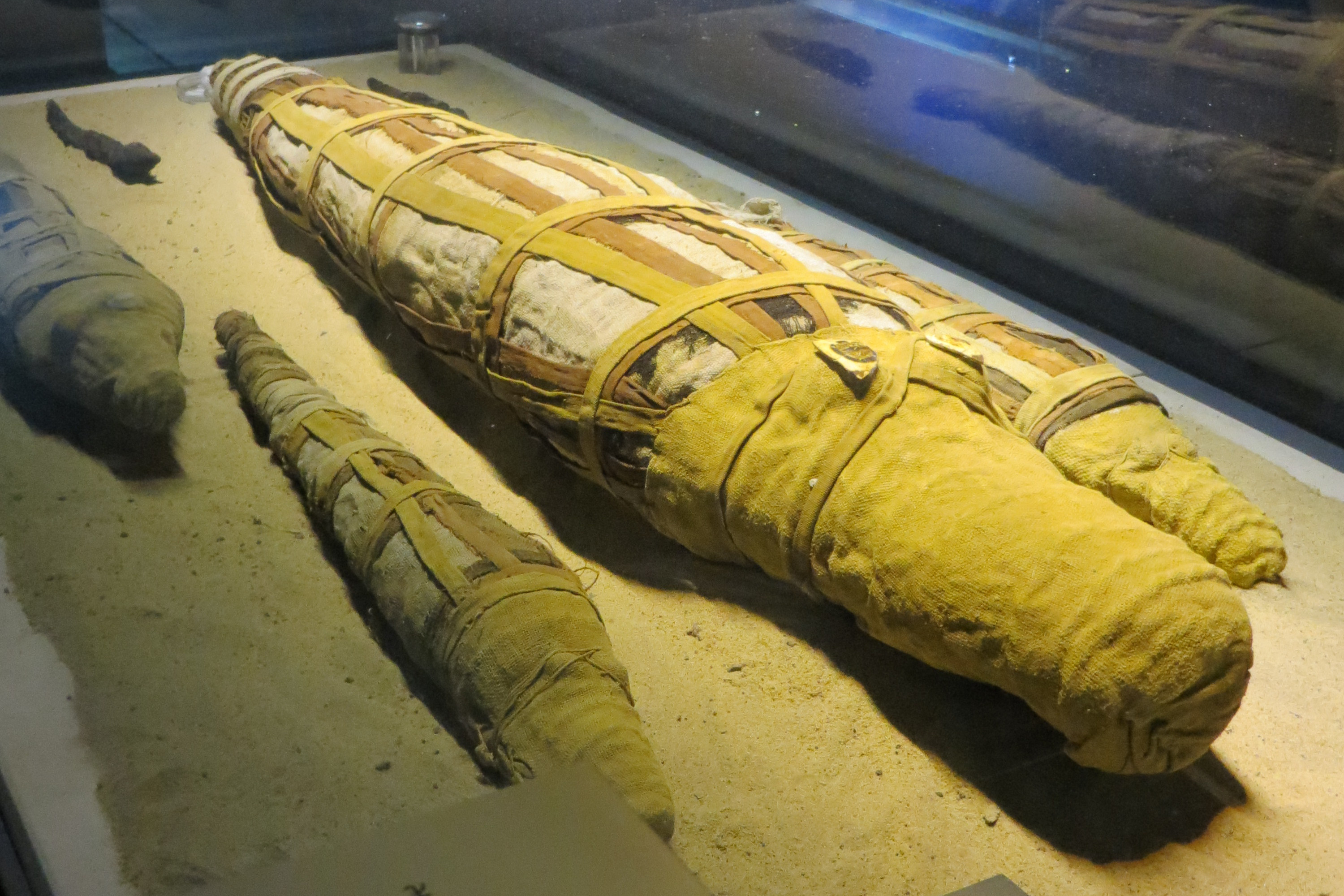
不同年紀的鱷魚被製作成木乃伊以榮耀索貝克，展於亞斯文鱷魚博物館。
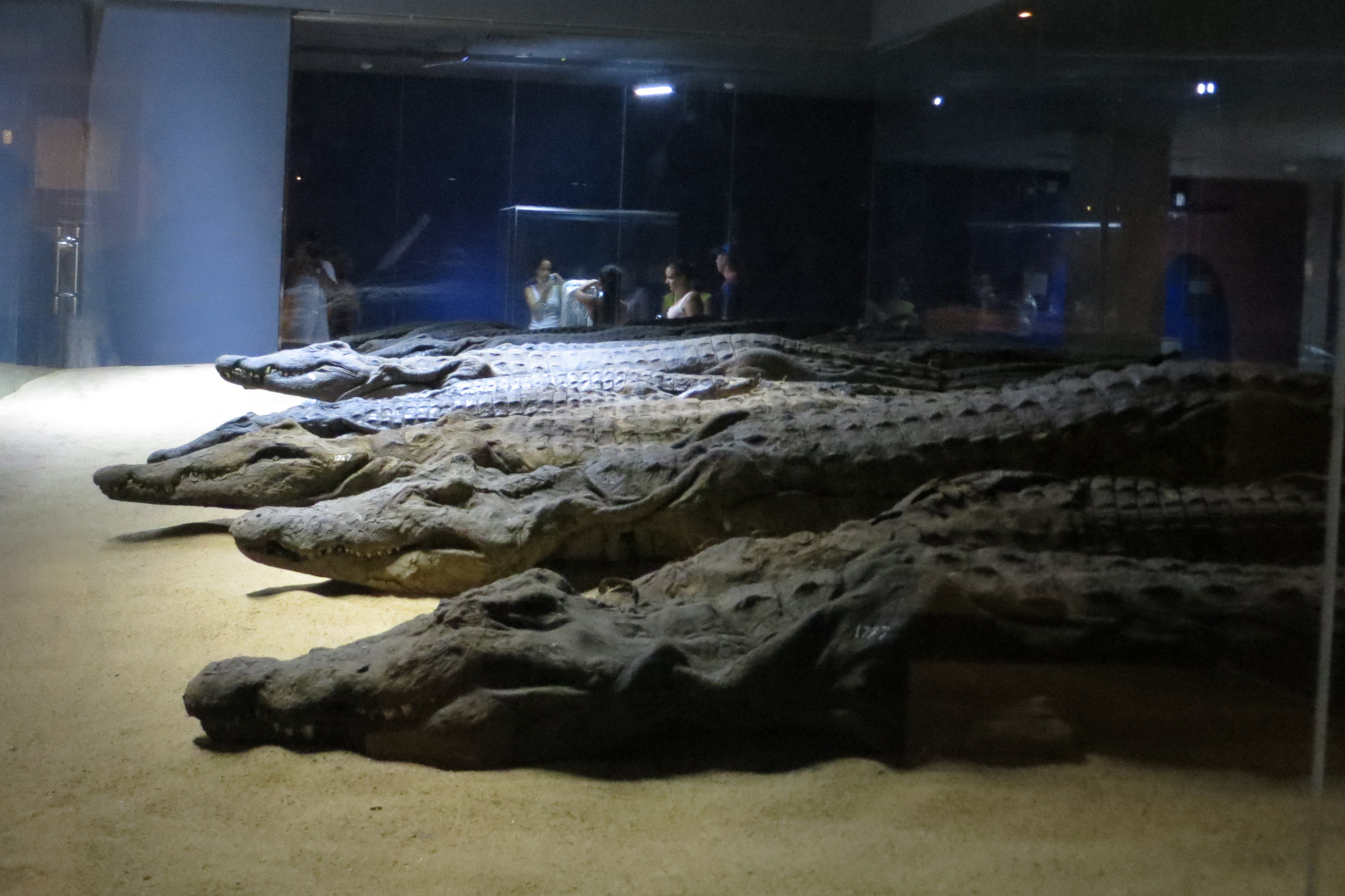
木乃伊化的鱷魚，展於亞斯文鱷魚博物館。
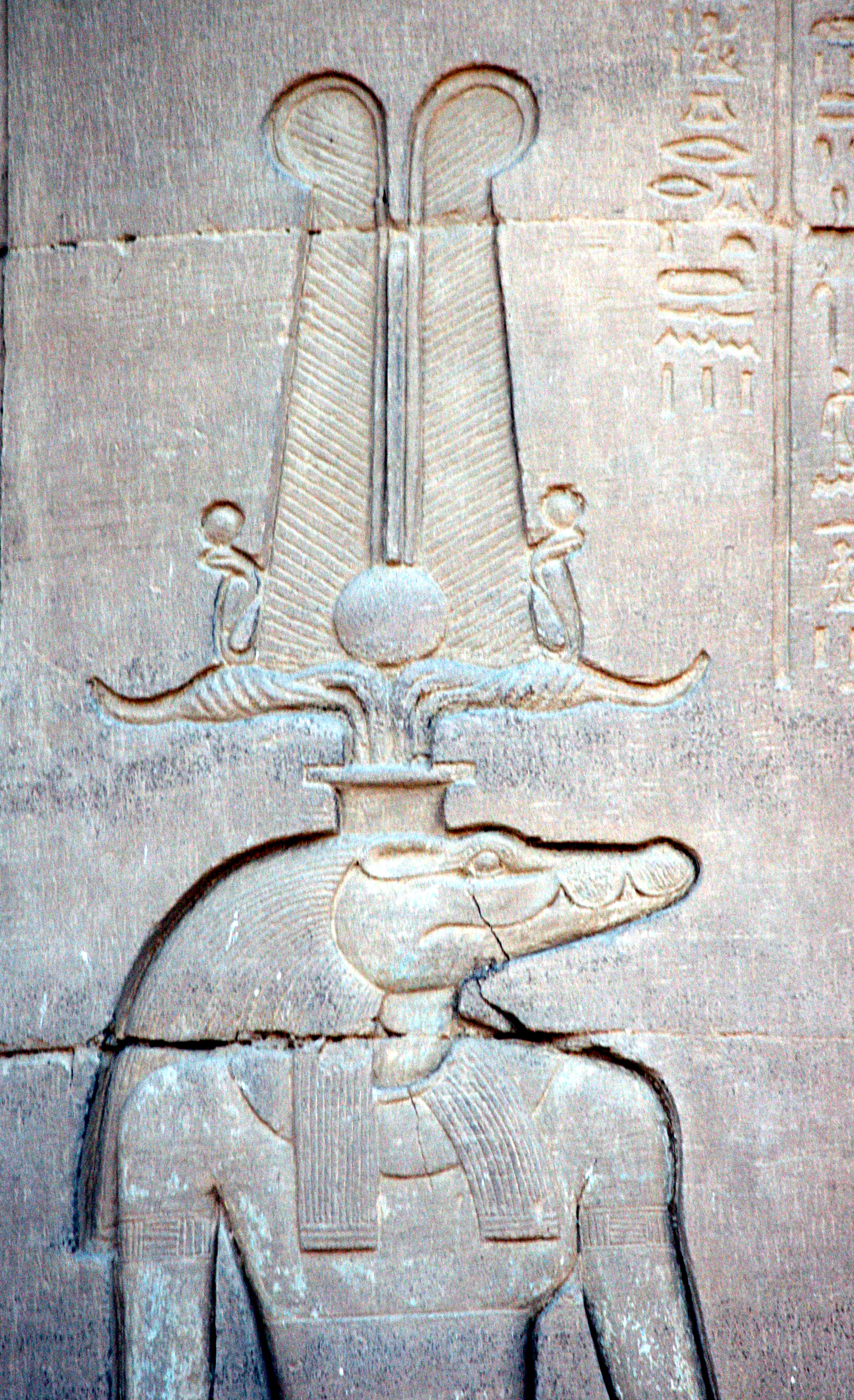
來自考姆翁布壁雕上具有太陽神性質的索貝克。
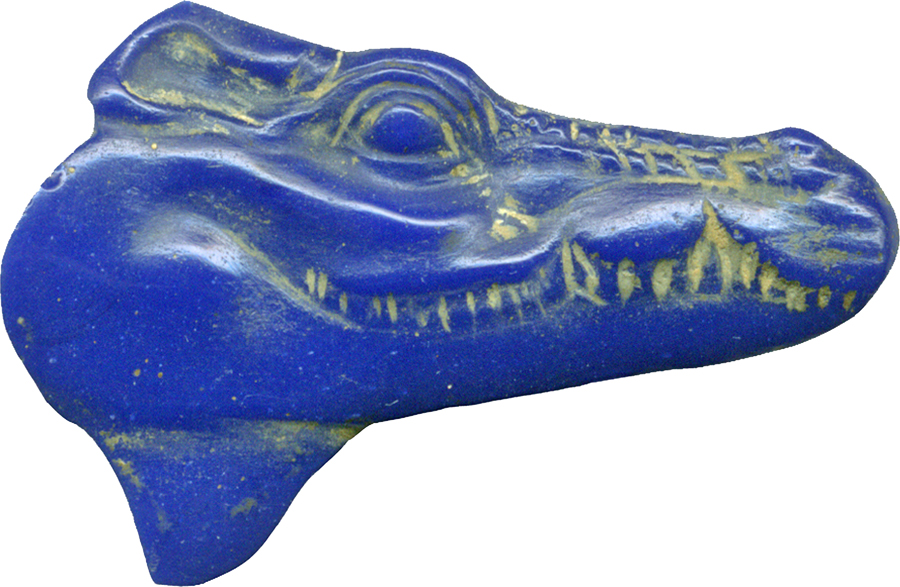
刻著索貝克頭部的深藍色玻璃鑲嵌裝飾，展於巴爾的摩華特斯藝術博物館（英语：Walters Art Museum）。